# Campanya antitabac
Una campanya o moviment antitabac és un moviment social que advoca en contra del tabac i del seu consum amb la intenció de minvar el nombre de fumadors, normalment a càrrec d'institucions o governs. Els mitjans que s'empren inclouen propaganda, prohibicions, increment dels preus, etc.